# Гугл форма
Гугл форма је софтвер за управљање анкетама који је део бесплатног, веб-базираног пакета Гугл докс едитора понуђеног од стране Гугла. Услуга такође укључује Гугл докс, Гугл листове, Гугл слајдове, Гугл цртеже, Гугл сајтове и Гугл кееп. Гугл форма доступана је само као веб апликација. Ова апликација омогућава корисницима да креирају и уређују анкете онлајн, уз могућност сарадње са другим корисницима у стварном времену. Прикупљене информације могу аутоматски бити унесене у табелу.

## Карактеристике
Гугл форма услуга је прошла кроз неколико ажурирања током година. Функције укључују, али нису ограничене на претрагу менија, промешање питања ради насумичног редоследа, ограничавање одговора на једном по особи, краће УРЛ-ове, прилагођене теме,аутоматско генерисање предлога одговора приликом креирања форми,  и опцију "Upload file" за кориснике који одговарају на питања која захтевају дељење садржаја или фајлова са њиховог рачунара или Гугл драјву.
У октобру 2014. године, Гугл је увео додатке за Гугл форму који омогућавају трећим странама да додају нове функције анкетама,  док је у јулу 2017. године, Гугл ажурирао форму како би додaо неколико нових функција. "Интелигентна валидација одговора" може детектовати текстуални унос у пољима форме како би идентификовала шта је написано и замолила корисника да исправи информације ако су погрешно унете. Зависно о подешавањима дељења фајлова у Гугл драјву, корисници могу тражити уплоад фајлова од особа изван вишеструких опција одговора у табели. У подешавањима, корисници могу направити промене које утичу на све нове форме, као што је увек прикупљање адреса е-поште.
Корисници могу анализирати одговоре на своју форму користећи уграђене алате за анализу или их извозити у нову или постојећу табелу програма Гугл листови која се ажурира са новим одговорима. Уграђени алати за анализу омогућавају преглед одговора појединачно или у резимеу. Алтернативно, одговори се могу преузети као датотека вредности одвојених запирком (CSV).
Гугл форма има све функције сарадње и дељења које се налазе у докс, листовима, слајдовима, цртежима и сајтовима.

## Функције
Гугл форма, као саставни део Гугл докс едитор пакета, не само да поједностављује процес креирања анкета, већ и пружа низ напредних функција које омогућавају корисницима да прилагоде и оптимизују своје истраживачке алатке.
1. Додаци за Гугл форму: Додаци су као чаробни штапић који трансформиши формуларе у моћне алатке за сакупљање података. Омогућавајући трећим странама да додају нове функционалности, ови додаци проширују могућности анкета и чине их прилагодљивим и разноврсним.
2. Интелигентна валидација одговора: Уз помоћ ове функције, формулари постају паметнији. Способна је да детектује текстуалне грешке и упути кориснике како исправити информације. Ово обезбеђује тачне и релевантне одговоре.
3. Прилагођавање тема: Желите да ваша анкета изгледа професионално или да се уклопи у бренд? Прилагодите изглед форме користећи опцију за промену тема. Ово додаје естетски аспект анкети и чини је личнијом.
4. Ограничења одговора: Са могућношћу постављања ограничења на број одговора по особи, избегавате дуплиране или неодговарајуће уносе. Ово је корисно у ситуацијама када желите тачне и разноврсне резултате.

Гугл форма наставља да еволуира и пружа иновативне могућности за истраживање и прикупљање података. Уз ове напредне функције, анкете постају не само ефикасно средство за добијање информација, већ и моћни алат за дубоку анализу.

## Оптимизација истраживања уз помоћ Гугл форме
Гугл форма, у сарадњи са другим алатима у Гугл докс едитор пакету, представља снажан инструмент за креирање анкета и сакупљање података. Ево како можете додатно оптимизовати своје истраживање:
1. Детаљније анализе са Гугл листова: Након што прикупите податке, лако их анализирајте користећи Гугл листове. Извезите одговоре и креирајте графиконе, дијаграме и табеле које ће вам помоћи да дубље разумете своје резултате.
2. Мултимедија у анкетама: Осим текстуалних питања, Гугл форма подржава уметање слика и видео садржаја. Ово додатно ангажује учеснике и омогућава вам да прикупите богатије и дубље одговоре.
3. Линковање формулара: Повежите више формулара помоћу линковања, што је корисно ако имате комплексне истраживачке пројекте. Омогућава вам да лако пређете између везаних анкета и усмеравате учеснике на различите делове истраживања.
4. Контрола приступа: Управљајте ко има приступ вашем формулару. Омогућите или онемогућите приступ само одређеним корисницима, чиме чувате приватност и контролу над вашим истраживањем.
5. Интеграција са другим алатима: Испробајте интеграцију Гугл форма са другим Гугл алатима као што су Гугл аналитика или Гугл календар. Ово вам омогућава да анализирате понашање учесника или да планирате и прилагодите анкете у складу са догађајима.

Гугл форма нуди безброј могућности за креативно искачњавање у свет истраживања. Искусите све предности овог алата и управљајте својим истраживањем с лакоћом и ефикасношћу.

## Савети за ефикасну употребу Гугл форме
Гугл форма нуди многе могућности за креативно и брзо сакупљање информација. Ево неколико савета који ће вам помоћи да максимизујете корист од овог алата:
1. Користите предефинисане теме: Гугл форма вам омогућава да брзо и лако промените изглед својих анкета коришћењем предефинисаних тема. Ово чини ваше форме професионалнијим и личнијим.
2. Укључите обавештења: Ако желите да држите учеснике информисаним о статусу анкете, активирајте опцију за обавештења. Тиме ћете подстаћи већи број одговора.
3. Поставите ограничења на време: Ако вам је потребан одговор у одређеном временском оквиру, користите функцију ограничења на време. Ово ће вам помоћи да контролишете временске рокове за подношење одговора.
4. Прилагодите поруке завршетка: Уколико желите прилагодити поруку коју виде учесници по завршетку анкете, то је могуће подесити. Изразите захвалност или пружите додатне информације.
5. Анализирајте одговоре у реалном времену: Ако желите да празнину између прикупљања одговора и анализе сведете на минимум, употребите опцију за анализу у реалном времену.
6. Сарађујте са тимом: Ако радите на истом пројекту са члановима тима, позовите их да сарађују. Гугл форма омогућава колаборативни рад у стварном времену.
7. Интегришите Гугл табеле: Подаци које прикупите могу бити директно унесени у Гугл листове за додатну обраду и анализу.

Са овим саветима, ваше истраживање коришћењем Гугл форма може постати још ефикасније и практичније.

## Закључак: еволуција Гугл форме у инструмент истраживања
Гугл форма представља несумњиво моћан алат за креирање анкета и прикупљање података који је део широког спектра Гугл докс едиотор пакета. Са својим бројним функционалностима, Гугл форма је еволуирала у нешто више од обичног алатка за анкетирање.
Од предефинисаних тема до интелигентне валидације одговора и могућности анализе у реалном времену, Гугл форма нуди корисницима флексибилност и лакоћу у креирању, уређивању и анализи анкета. Интеграција са другим Google алатима као што су Гугл листови и Гугл календар додатно повећава њену функционалност.
Ово је алат који није само корисан за професионалце и бизнисе, већ и за образовне установе, истраживаче и свакога ко жели брз и ефикасан начин за прикупљање информација. Својим непрестаним ажурирањем и увођењем нових функција, Гугл форма наставља да буде виталан део Гугл докс едитора.
Било да користите анкете за прикупљање повратних информација, истраживање, или планирање догађаја, Гугл форма представља сигуран и ефикасан пут до добијања неопходних информација. Уживајте у његовим многобројним могућностима и лакоћи коришћења, чинећи свако истраживање још успешнијим.